# Reserva Natural de Koorküla
A Reserva Natural de Koorküla é uma reserva natural localizada no condado de Valga, na Estónia.
A área da reserva natural é de 353 hectares.
A área protegida foi fundada em 1964 para proteger o Lago Koorküla Valgjärv e a floresta ao redor do lago.